# Sonderwerbeform
Sonderwerbeformen (englisch Ad Special) sind spezielle Werbeformen in Printmedien, die sich in irgendeiner Weise von normalen, in das Heft oder die Zeitung gedruckten Anzeigen abheben, und so für eine gesteigerte Aufmerksamkeit beim Leser sorgen und Rückläufe generieren. 

## Arten und Möglichkeiten
- Vorschaltseite (China-Cover): ein Vorschaltblatt, das vollständig um das Titelblatt gelegt wird
- Flappe (Half Cover/Flying Page): ein unterformatiges Vorschaltblatt (häufig ein Drittel hochformatig der Originalgröße der Publikation), das als Werbeumschlag außen um das Titelblatt gelegt wird
- Anzeigensonderformat: Anzeige, die ein anderes Format als die vom Medium üblicherweise angebotenen Standardanzeigenformate aufweist (z. B. kreisförmig, sternförmig, pyramidenförmig).
- Freisteller: Gestalterische Elemente der Anzeige, die einen ansonsten rechteckigen Anzeigenraum aufbrechen (etwa eine Getränkeflasche, die in den redaktionellen Text hineinragt)
- Titelkopfanzeigen: Titelkopfanzeigen stehen ein- oder zweispaltig auf der Titelseite neben oder unter dem Zeitungstitel
- Panoramaanzeigen: Anzeige über den Mittelsteig von zwei Seiten in voller Breite
- Satellitenanzeigen: Um eine in der Seitenmitte platzierte Anzeige werden weitere Anzeigen des gleichen Auftraggebers auf der Seite platziert.
- Anzeigenstrecke: Eine Folge von ganzseitigen Anzeigen, mindestens drei Seiten.
- Eckfeldanzeige: Anzeige wird in einer Ecke einer Seite platziert
- Griffeckanzeige: Anzeige auf der ersten Seite unten rechts
- L-Anzeige: Diese Anzeigen können sowohl im Text- als auch im Anzeigenteil platziert werden. Der breit laufende Streifenteil der Anzeige steht immer am Fuß der Seite, der nach oben laufende Teil immer in den Außenspalten
- Tunnelanzeige: Wie Panorama-Anzeigen laufen Tunnel-Anzeigen über den Mittelsteg von zwei Seiten, allerdings nicht in der vollen Breite. Sie sind in der Regel oben und an den Seiten von Text umgeben.
- Treppenanzeigen: Treppenförmige, meist auf der Zeitungsseite von links oben nach rechts unten verschachtelte Anreihung mehrerer, meist rechteckiger kleineren Anzeigen, die sich zu einer „Treppe“ formieren
- Chiffre-Anzeige: Kleinanzeige wird nicht mit dem Namen des Inserenten veröffentlicht, stattdessen mit einer Chiffre. Interessenten schicken ihre Zuschriften an den Verlag, der diese an den Inserenten weiterleitet.
- Add-a-card: aufgeklebte Anzeige auf einer Anzeige
- Ganze gestaltete Anzeige: Mit Text/en und Bildern auch redaktionell gestaltete Seite zum Beispiel anlässlich von Geschäftseröffnungen. Darüber kann dann beispielsweise „Sonderveröffentlichung“ stehen
- Inselanzeige: Anzeigen inmitten einer redaktionellen Textseite („ad in the center“). Solche Anzeigen werden auch gerne im Veranstaltungskalender oder TV-*Promotion/Sponsoring/Präsentationen: Sponsoren, deren werblicher Auftritt mit dem Slogan „Präsentiert von …“ gekennzeichnet ist (z. B. im Wetterbericht, auf den Sportseiten) Programm platziert
- Beilagen, Warenproben
- Adverticle
- Superpanorama-Anzeigen (auch Altarfalz oder Fensterfalz): Anzeigen oder Beilagen, bei denen vier nebeneinanderliegende Seiten mit einem zusammenhängenden Motiv bedruckt werden.

## Produktion
Ad Specials werden in der Regel direkt von Verlagen, bzw. deren Druckereien hergestellt und in die Zeitschriften, Magazine, Zeitungen oder Pizzaverpackungen integriert. In Fällen, in denen der verlagseigene Maschinenpark nicht geeignet ist oder die notwendigen Kapazitäten nicht zur Verfügung stehen, kommen jedoch auch externe Spezialisten und Spezial-Druckereien zum Einsatz. Diese drucken das Special, verarbeiten es bis zu einem bestimmten Punkt weiter und liefern es an den Buchbinder des Verlags, der es dann in das Printprodukt einfügt. Für Ad Specials sind wegen der komplexeren, drucktechnischen Produktion meist längere Vorlaufzeiten notwendig und die Kosten sind deutlich höher als für einfache Anzeigen.

## Wirkung und Bedeutung
Kreative, originelle Ad Specials erzielen eine deutlich höhere Aufmerksamkeit und bleiben Betrachtern deutlich länger in Erinnerung. Wegen der rückläufigen Auflagenzahlen und der zunehmenden Zahl an Titeln (sowie den verbesserten Produktionstechniken) verwenden Verlage deshalb in letzter Zeit Sonderwerbeformen verstärkt dazu, neue Anzeigenkunden zu gewinnen oder das Produkt am Verkaufsort hervorzuheben. Die Bedeutung dieser Werbeform wächst damit stark an.